# Шкура у грі (вислів)
Шкура у грі (англ. skin in the game) — вислів, що вживається у середовищі гравців азартних ігор, фінансистів, бізнесу, а також щодо політиків. Мати «шкуру у грі» — значить отримати ризик втрати грошей на шляху до досягнення мети.
У вислові «шкура» — це синекдоха зацікавленої особи, а «гра» — метафора дій на полі гри.

## Етимологія
Походження вислову невідоме. Інколи атрибутується до Ворена Бафета, який мав особистий фінансовий ризик («шкуру у грі») при створенні свого першого фонду. Вільям Сафір це відкидає.
Інше можливе пояснення походить від «Венеційського купця» Шекспіра. В п'єсі антагоніст Шейлок вимагає у головного героя Антоніо закласти фунт власної плоті як заставу, якщо друг і боржник Бассаніо стане неспроможним виплатити борг, гарантом якого є Антоніо.

## У бізнесі та у фінансах
Вислів вживається для пояснення необхідності розпорядника фонду або інвестиційної організації мати певний пакет акцій або грошовий вклад у ній. Потенційно це підвищує стабільність фонду та обережність розпорядника коштів.
Дослідження показали, що існує тенденція до негативної кореляції між надлишком «шкіри» і збитками.
Основним недоліком розпорядника зі «шкурою у грі» може бути проблема принципала-агента, коли маючи значні об'єми коштів/акцій у фонді розпорядник (менеджмент) нехтує прозорістю та фідуціарними зобов'язаннями. Деякі банки та фінансові організації усувають співробітників від необхідності мати «шкуру», щоб попередити явище інсайдерських торгів та зрощування фондів. Загалом, об'єми «шкури у грі» у тих організаціях, що практикують такий підхід близько 0,5-2 %. Нассім Талеб та Костянтин Сандіс пропонують «шкуру у грі» як раціональну та етичну евристику для всіх типів ризику.